# Canarium boivinii
Canarium boivinii är en tvåhjärtbladig växtart som beskrevs av Adolf Engler. Canarium boivinii ingår i släktet Canarium och familjen Burseraceae. Inga underarter finns listade i Catalogue of Life.